# Elton John (Album)
Elton John ist das zweite Studioalbum des britischen Musikers Elton John und wurde am 10. April 1970 in Großbritannien sowie am 22. Juli 1970 in den USA veröffentlicht. Es gilt als Johns erstes erfolgreiches Studioalbum und machte ihn beinahe über Nacht zum Star.

## Entstehung
Eltons erste LP Empty Sky war mit insgesamt nur 4.000 verkauften Einheiten ein großer Flop. Johns Verleger Dick James, ermöglichte ihm jedoch dieses weitere Album, was ihm zum Durchbruch verhalf. Obwohl es sich bei Elton John um Johns zweites Album handelt, wurde es häufig als sein Debüt angesehen, weil das tatsächliche Debüt in den USA erst 1975 veröffentlicht wurde.
Die Aufnahmen fanden während mehrerer Sessions im Januar 1970 in den Trident Studios in London statt. Ursprünglich wollte der Album-Koordinator Steve Brown den Beatles-Produzenten George Martin für die Aufnahmen gewinnen, was aber daran scheiterte, dass Martin die Bedingung stellte, auch als Arrangeur zuständig zu sein, während Brown sich bereits für Paul Buckmaster entschieden hatte. Buckmaster hatte zuvor David Bowies Space Oddity arrangiert, und dessen Produzent Gus Dudgeon wurde auch für die Betreuung von Elton John engagiert.
Während der Produktion des Albums wurden auch die Songs Thank You Mama, All the Way Down to El Paso und I’m Going Home aufgenommen, aber nicht für das Album verwendet.

## Titelliste

### Album 1970
1. Your Song (Elton John, Bernie Taupin) – 4:02
2. I Need You to Turn To (Elton John, Bernie Taupin) – 2:35
3. Take Me to the Pilot (Elton John, Bernie Taupin) – 3:48
4. No Shoe Strings on Louise (Elton John, Bernie Taupin) – 3:31
5. First Episode at Hienton (Elton John, Bernie Taupin) – 4:48
6. Sixty Years On (Elton John, Bernie Taupin) – 4:35
7. Border Song (Elton John, Bernie Taupin) – 3:22
8. The Greatest Discovery (Elton John, Bernie Taupin) – 4:12
9. The Cage (Elton John, Bernie Taupin) – 3:28
10. The King Must Die (Elton John, Bernie Taupin) – 5:04[6]

### CD-Wiederveröffentlichung 1995
1. Your Song – 4:02
2. I Need You to Turn To – 2:35
3. Take Me to the Pilot – 3:48
4. No Shoe Strings on Louise – 3:31
5. First Episode at Hienton – 4:48
6. Sixty Years On – 4:35
7. Border Song – 3:22
8. The Greatest Discovery – 4:12
9. The Cage – 3:28
10. The King Must Die – 5:04
11. Bad Side of the Moon – 3:15
12. Grey Seal (Original Version) – 3:35
13. Rock n’ Roll Madonna – 4:17

### Deluxe Edition 2008
CD 1:
1. Your Song – 4:02
2. I Need You to Turn To – 2:35
3. Take Me to the Pilot – 3:48
4. No Shoe Strings on Louise – 3:31
5. First Episode at Hienton – 4:48
6. Sixty Years On – 4:35
7. Border Song – 3:22
8. The Greatest Discovery – 4:12
9. The Cage – 3:28
10. The King Must Die – 5:04

CD 2:
1. Your Song (Piano demo) – 3:35
2. I Need You to Turn To (Piano demo) – 2:12
3. Take Me to the Pilot (Piano demo) – 2:36
4. No Shoe Strings on Louise (Piano demo) – 3:33
5. Sixty Years On (Piano demo) – 4:21
6. The Greatest Discovery (Piano demo) – 3:58
7. The Cage (Piano demo) – 3:21
8. The King Must Die (Piano demo) – 5:24
9. Rock n’ Roll Madonna (Piano demo) – 3:11
10. Thank You Mama – 3:20
11. All the Way Down to El Paso – 2:49
12. I’m Going Home – 3:05
13. Grey Seal (Piano demo) – 3:19
14. Rock n’ Roll Madonna (Alternate take) – 2:55
15. Bad Side of the Moon – 3:13
16. Grey Seal (Original Version) – 3:36
17. Rock n’ Roll Madonna – 4:17
18. Border Song (BBC Session) – 3:21
19. Your Song (BBC Session) – 4:01
20. Take Me to the Pilot (BBC session) – 3:33[7]

Auf dem in Portugal veröffentlichten Album wird in der Einleitung von The Greatest Discovery statt des in allen anderen Versionen verwendeten Violoncellos ein Horn benutzt. Als MCA Records das Album in den 1980er Jahren auf Audiokassette veröffentlichte, wurde die Reihenfolge von I Need You to Turn To und The Cage vertauscht. 2004 erschien Elton John als remasterte Super Audio CD mit den drei Bonustracks der CD-Wiederveröffentlichung von 1995.

## Rezeption

### Rezensionen
Der Melody Maker bezeichnete Elton John als “a truly great record” (deutsch: „eine wahrhaft großartige Schallplatte.“) Das Billboard-Magazin lobte das Album als “one of the top LP's of the week, both creatively and commercially” (deutsch: „eine der Spitzen-LPs der Woche, sowohl kreativ als auch kommerziell.“) Bill Shapiro attestierte dem Album 1991 mit seinem Einsatz von kompaktem Klavier, enthusiastischem Gesang sowie dem Gegensatz von sehnlichen Balladen und voll aufgefahrenen Rockern “a formula whose time had come” (deutsch: „eine Formel, deren Zeit gekommen war“).
William Ruhlmann bezeichnete das Album 1995 in The All-Music Guide to Rock als “uncharacteristic of his other work” (deutsch: „uncharakteristisch für seine andere Arbeit“), weil es durch Buckmasters Arrangements viele Streicher enthalte, von denen er sich jedoch nicht überwältigen lasse. Weil bei der 2008 erschienenen Deluxe-Ausgabe die Unterschiede zwischen frühen Demo-Aufnahmen und ausproduzierten Album-Versionen deutlich erkennbar werden, unterstellte Franz Schöler im deutschen Rolling Stone genau diesen Arrangements eine Neigung zu „grandiosem Kitsch“. Als musikalische Bezugspunkte wurden nicht nur wegen des Kontakts zu Martin die Beatles sowie Simon and Garfunkel und Jerry Lee Lewis genannt.

### Auszeichnungen
1970 wurde Elton John für den Grammy Award als Album des Jahres nominiert, konnte die Auszeichnung jedoch nicht gewinnen. 2003 wurde das Album auf Position 468 einer Liste der 500 großartigsten Alben aller Zeiten des amerikanischen Rolling Stone geführt.

## Kommerzieller Erfolg

### Chartplatzierungen
Die im März 1970 veröffentlichte erste Single Border Song erreichte lediglich Platz 92 der US Top 100 und platzierte sich dort insgesamt fünf Wochen. Am 25. August 1970 sagte Neil Diamond das US-Konzertdebüt von John mit dessen neu formierter Band im Club The Troubadour in Los Angeles an. Infolge dieses umjubelten Auftritts erreichte das Album Platz 4 der Billboard 200. In den britischen Albumcharts erreichte Elton John Platz 11 und blieb 14 Wochen in den Charts.
Die aus dem Album ausgekoppelte zweite Single Take Me to Your Pilot war mit der B-Seite „Your Song“ Johns erste Single, die mit Platz 8 die Top Ten der Billboard Hot 100 erreichte. „Your Song“ wurde am 7. Januar 1971 in Großbritannien als eigene Single veröffentlicht, erreichte Platz 7 der UK Top 40 und blieb 12 Wochen lang in den Charts. Bis ins Jahr 2000 konnten sich so viele von Johns Singles in der Billboard Top 40 platzieren, dass er bereits 1992 Elvis Presleys Rekord für die meisten aufeinanderfolgenden Jahre mit eigenen Singles in den amerikanischen Charts überbot.
Elton John war eines der vier Alben, die John 1971 parallel in den amerikanischen Album-Charts hatte, was ihm als erstem Künstler seit den Beatles gelungen war.
| ChartsChartplatzierungen       | Höchstplatzierung | Wochen |
| ------------------------------ | ----------------- | ------ |
| Vereinigte Staaten (Billboard) | 4 (… Wo.)         | …      |
| Vereinigtes Königreich (OCC)   | 5 (22 Wo.)        | 22     |

### Auszeichnungen für Musikverkäufe
Bis heute wurden weltweit ungefähr 7 Mio. Tonträger des Albums verkauft, davon allein 500.000 in den USA. Am 17. Februar 1971 erreichte das Album in den USA Goldstatus.
| Land/Region                  | Auszeichnungen für Musikverkäufe (Land/Region, Auszeichnung, Verkäufe) | Verkäufe  |
| ---------------------------- | ---------------------------------------------------------------------- | --------- |
| Neuseeland (RMNZ)            | Gold                                                                   | 7.500     |
| Vereinigte Staaten (RIAA)    | Gold                                                                   | 500.000   |
| Vereinigtes Königreich (BPI) | —                                                                      | 1.000.000 |
| Insgesamt                    | 2× Gold ·                                                              | 1.507.500 |

Hauptartikel: Elton John/Auszeichnungen für Musikverkäufe